# Щербо, Виталий Венедиктович
Вита́лий Венеди́ктович Ще́рбо (бел. Віталь Венядзіктавіч Шчэрба; род. 13 января 1972, Минск, Белорусская ССР, СССР) — советский и белорусский гимнаст, шестикратный олимпийский чемпион (абсолютный рекорд среди всех белорусских спортсменов на летних и зимних Играх), четырёхкратный бронзовый призёр Олимпийских игр, 12-кратный чемпион мира (в том числе один раз — в личном многоборье), 10-кратный чемпион Европы, двукратный обладатель Кубка мира по спортивной гимнастике.
Единственный в истории не пловец, выигравший 6 золотых медалей на одних Олимпийских играх (1992), что является абсолютным рекордом для этого вида спорта. Единственный гимнаст-мужчина, который становился чемпионом мира во всех 8 дисциплинах — командном первенстве, личном многоборье, а также на всех 6 снарядах. Один из самых титулованных спортсменов в истории гимнастики и самый титулованный белорусский гимнаст. Заслуженный мастер спорта СССР (1991), заслуженный мастер спорта Республики Беларусь (1994).
Первый тренер Виталия — Леонид Выдрицкий. Выступал за спортивное общество «Трудовые резервы».
Закончил свою спортивную карьеру в 25 лет, после перелома руки, полученного вследствие падения с мотоцикла в 1997 году.

## Спортивная биография

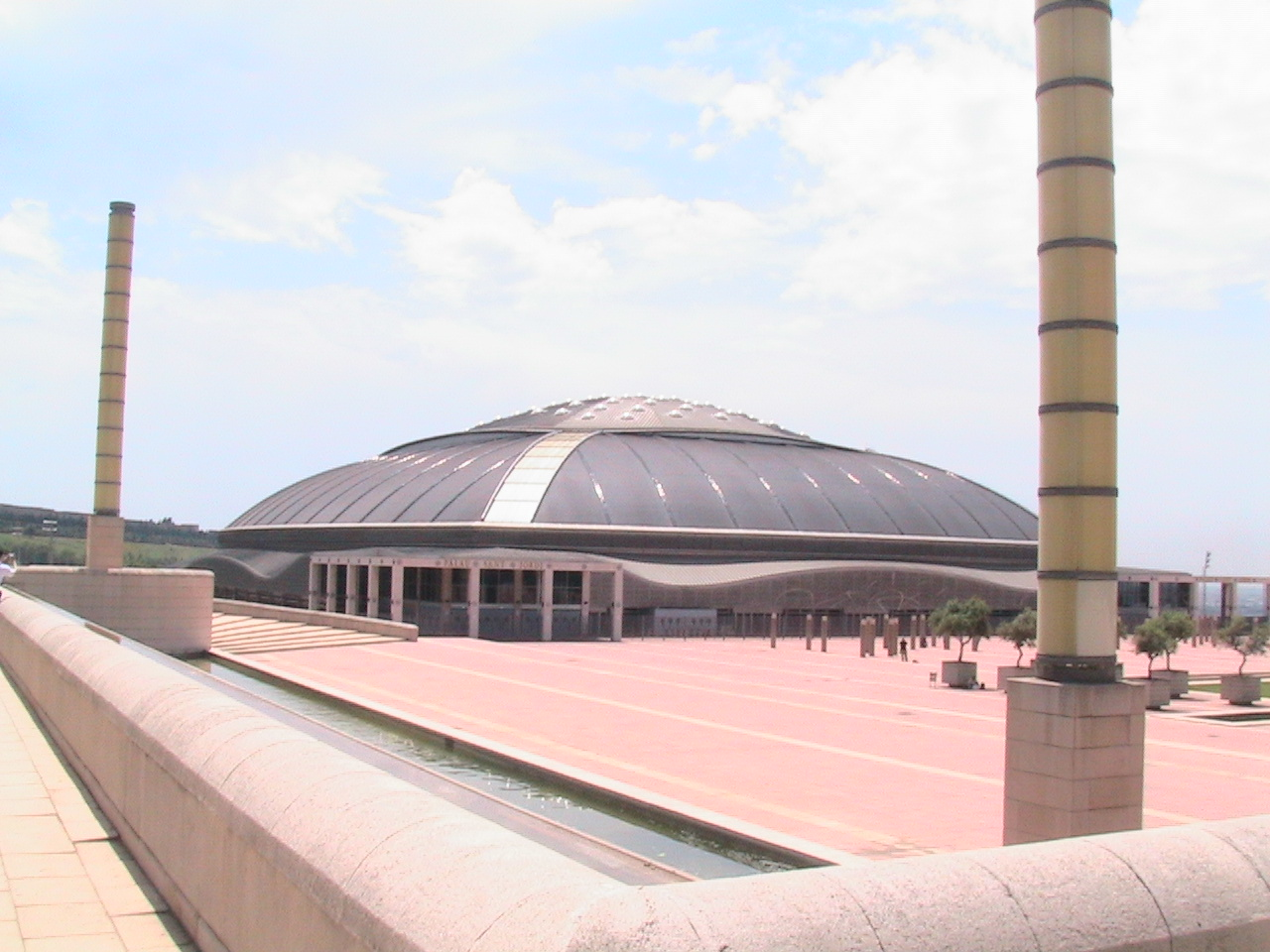
Вид на «Палау Сан Жорди» в Барселоне, где Щербо выиграл 6 золотых олимпийских медалей

Учился в Республиканской школе-интернате спортивного профиля (РШИСП). В 1989 году Госкомспортом СССР присвоено звание «Мастер спорта СССР» по спортивной гимнастике. Чемпион IX летних всесоюзных игр по многоборью (программа мастеров спорта). Звёздный час Щербо пробил на Олимпийских играх в Барселоне в 1992 году, где он завоевал шесть золотых медалей. Лишь два человека с учётом командных наград в истории сумели завоевать на одной Олимпиаде больше золотых медалей — американские пловцы Марк Спитц, который выиграл 7 золотых медалей в Мюнхене-1972 и Майкл Фелпс, который выиграл 8 золотых медалей в Пекине-2008.
Сначала в «Палау Сан Жорди», где проходили соревнования по спортивной гимнастике, Виталий вместе с партнёрами по Объединённой команде (Игорь Коробчинский, Григорий Мисютин, Валерий Беленький, Алексей Воропаев и Рустам Шарипов) выиграл командное первенство, обойдя сборные Китая и Японии. Затем одержал победу в абсолютном первенстве, опередив Григория Мисютина и Валерия Беленького. А 2 августа 1992 года установил уникальное достижение в истории спорта вообще и спортивной гимнастики в частности — за 1 день завоевал 4 золотые олимпийские медали. Он первенствовал в упражнениях на кольцах, коне, брусьях и в опорном прыжке. Интересно, что Виталий считался фаворитом и в своих любимых вольных упражнениях, но во время выступления после одного из прыжков вылетел за границу ковра.
В 1992 году МОК наградил Щербо призом Джесси Оуэнса как лучшего спортсмена года.
После Олимпиады в течение полутора лет (вплоть до ноября 1993 года) не проигрывал ни одного старта, в том числе и коммерческого. В 1993 году стал абсолютным чемпионом мира. При этом Щербо сохранял высокую спортивную готовность даже на фоне негативной обстановки, которая складывалась вокруг него, — только за 1992 год в отношении его имущества трижды совершались кражи, причем организатором краж был его друг и товарищ по сборной СССР Николай Тиханович.
На летних Олимпийских играх в Атланте Виталий Щербо, выступая за сборную Беларуси, сумел завоевать 4 бронзовые медали, доведя число своих олимпийских наград до 10.

## Рекорды
Виталий Щербо — единственный в истории спортивной гимнастики атлет, выигравший шесть золотых медалей на одних Олимпийских играх, а также единственный в истории двенадцатикратный чемпион мира (в том числе абсолютный чемпион мира 1993 года).

## Личная жизнь
В настоящее время Виталий проживает в Лас-Вегасе, где открыл свой гимнастический зал «Vitaly Scherbo School of Gymnastics».
Первая жена Ирина, дочь Кристина (родилась в США 4 марта 1993 года). Вторая жена — бывшая гимнастка Валентина.
В октябре 2017 года был обвинён бывшей партнёршей по олимпийской сборной Татьяной Гуцу в изнасиловании в 1991 году.